# 淵野辺駅

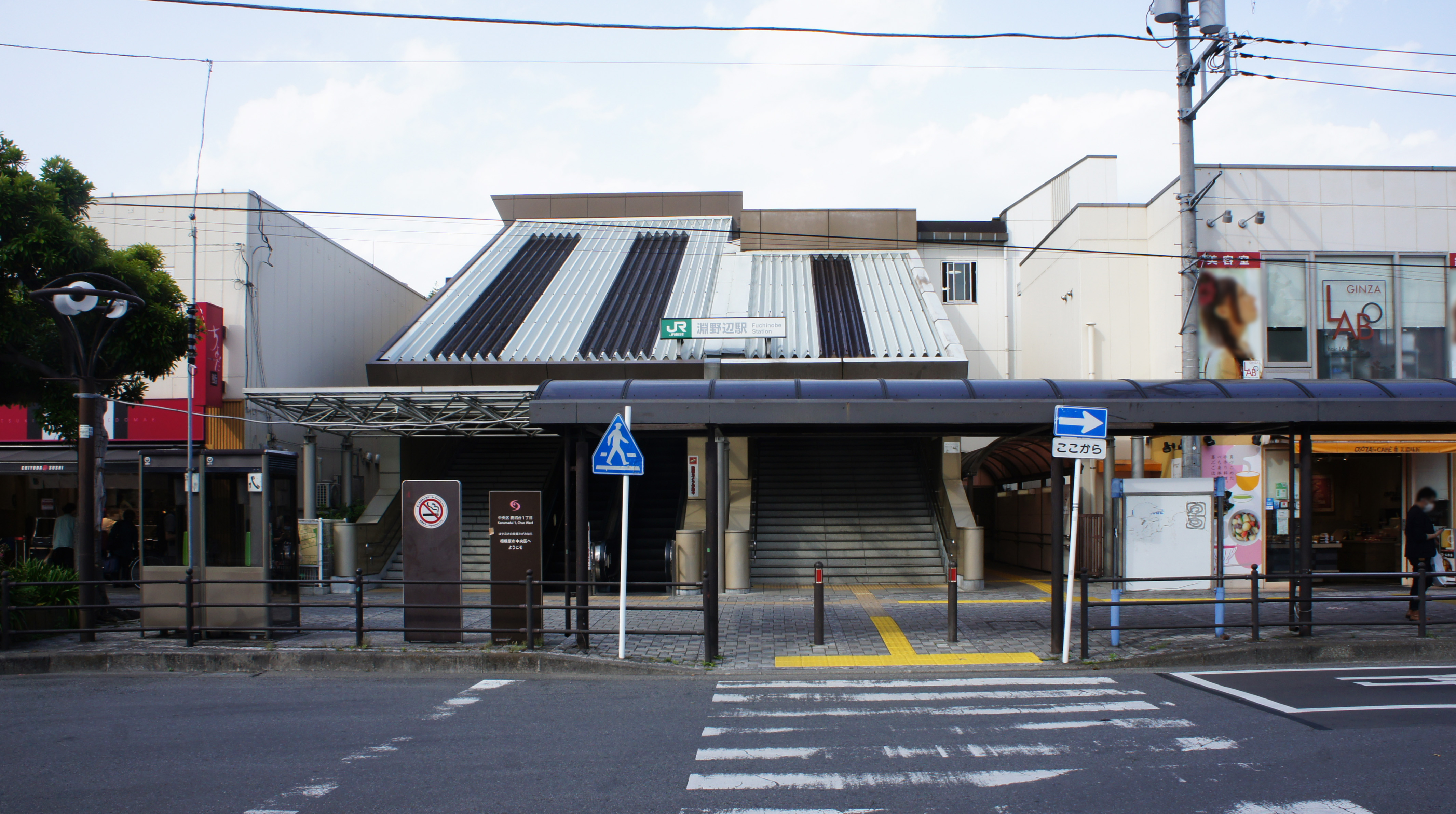
南口（2021年5月）

淵野辺駅（ふちのべえき）は、神奈川県相模原市中央区淵野辺三丁目にある、東日本旅客鉄道（JR東日本）横浜線の駅である。駅番号はJH 25。
東神奈川駅発着系統と、横浜駅経由で根岸線に直通する列車が停車する。

## 歴史
- 1908年（明治41年）9月23日：横浜鉄道東神奈川駅 - 八王子駅間の開通時に開業[1]。
- 1910年（明治43年）4月1日：鉄道院が借り上げ[1]。
- 1917年（大正6年）10月1日：国有化され、鉄道院横浜線の駅となる。
- 1979年（昭和54年）10月1日：貨物取扱が廃止[1]。矢部駅脇を通り在日米軍相模総合補給廠へ続く全長6.1 kmの専用線が存在した。
- 1985年（昭和60年）3月14日：荷物扱い廃止[1]。
- 1987年（昭和62年）4月1日：国鉄分割民営化に伴い、東日本旅客鉄道（JR東日本）の駅となる[1]。
- 1994年（平成6年）8月9日：自動改札機を設置し、供用開始[4]。
- 2001年（平成13年）11月18日：ICカード「Suica」の利用が可能となる。
- 2003年（平成15年）1月17日：駅舎リニューアル。
  - 駅舎リニューアルによって順次、北口はペデストリアンデッキ・エスカレータ・エレベータが設置され、南口は駅外側から見て左半分が拡張されエスカレータが設置される。
- 2010年（平成22年）3月：駅ホームに設置されている案内サインが、新しい省エネタイプ（薄型反射透過フィルム型）に更新される。
- 2014年（平成26年）6月14日：当駅の発車メロディを「銀河鉄道999」に変更[5]。
- 2021年（令和3年）2月19日：スマートホームドアの使用を開始[6][7]。
- 2024年（令和6年）
  - 1月10日：みどりの窓口の営業を終了[3]。
  - 3月5日：話せる指定席券売機を導入[3]。

## 駅構造
島式ホーム1面2線を有する地上駅で、橋上駅舎を有している。JR東日本ステーションサービスが駅管理を受託している橋本駅管理の業務委託駅である。自動券売機・多機能券売機・指定席券売機・話せる指定席券売機・自動改札機が設置されている。なお、お客さまサポートコールシステムが導入されており、早朝は遠隔対応のため改札係員は不在となる。
かつては貨物扱いが行われており、北口側の東神奈川方面に貨物扱い施設が、橋本方面には相模総合補給廠への専用線のための入換線があった。東神奈川方面のりばの向かい側にある現在使用されていない線路は元の貨物着発線である。貨物列車が運転されなくなって久しいが、2000年代初頭まで貨物列車着発用の信号機と本線への渡り線が設置されていた。敷地は貨物扱いの廃止後も長く放置されていたが、現在では旧貨物扱い施設の敷地が桜美林大学プラネット淵野辺キャンパス等に、また補給廠専用線入換線敷地の一部は北口ロータリーに転用されている。
発車メロディは、2014年6月14日からゴダイゴの『銀河鉄道999』に変更された。1番線はAメロ部分、2番線はサビ部分のアレンジが使用されている。

### のりば
| 番線 | 路線   | 方向 | 行先                                         |
| ---- | ------ | ---- | -------------------------------------------- |
| 1    | 横浜線 | 上り | 町田・新横浜・東神奈川・横浜・磯子・大船方面 |
| 2    | 横浜線 | 下り | 橋本・八王子方面                             |

（出典：JR東日本:駅構内図）
- 根岸線への直通は日中は横浜駅の一つ先にある桜木町駅までで、桜木町駅から先の磯子・大船方面への直通は朝夕のみである。

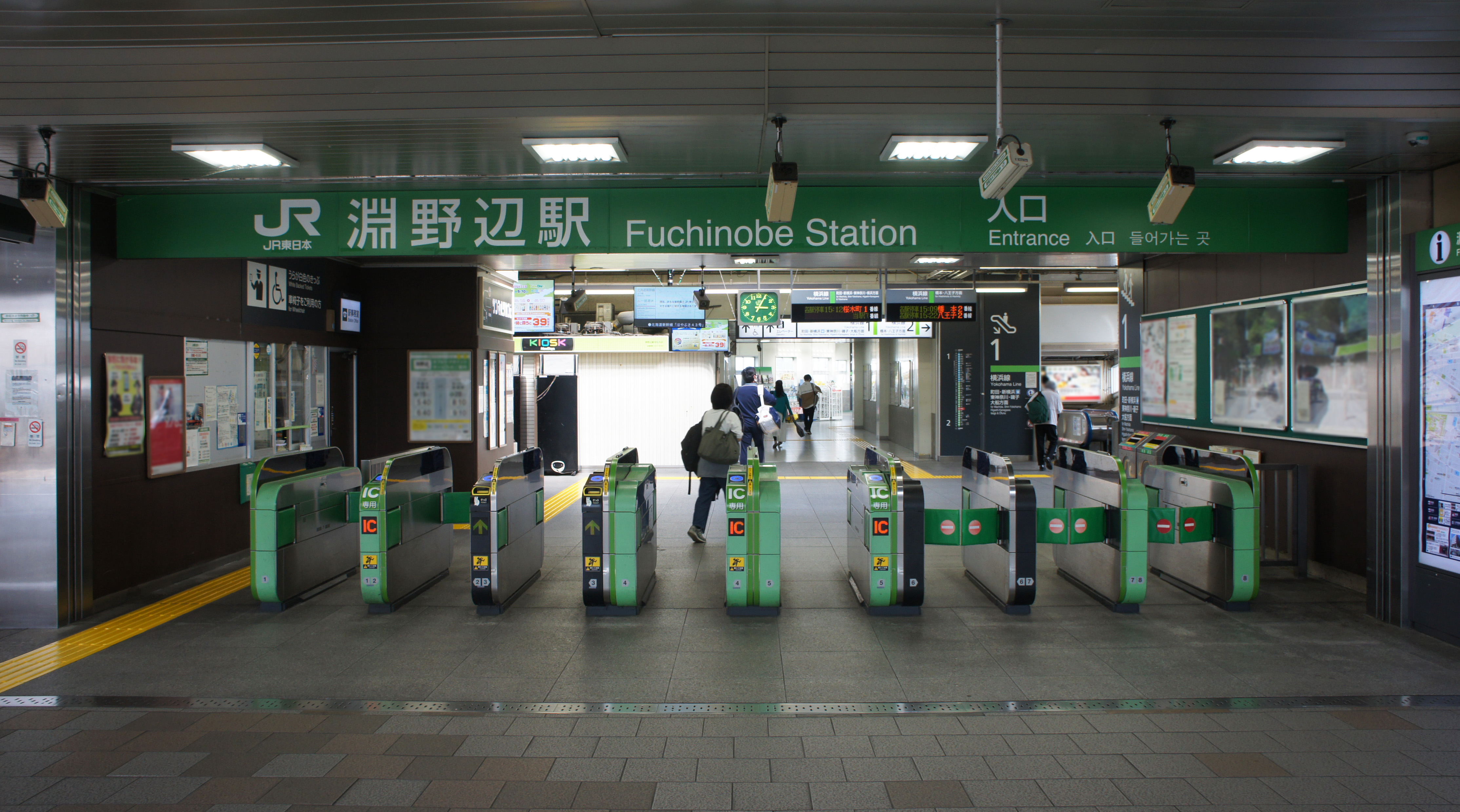
改札口（2021年5月）
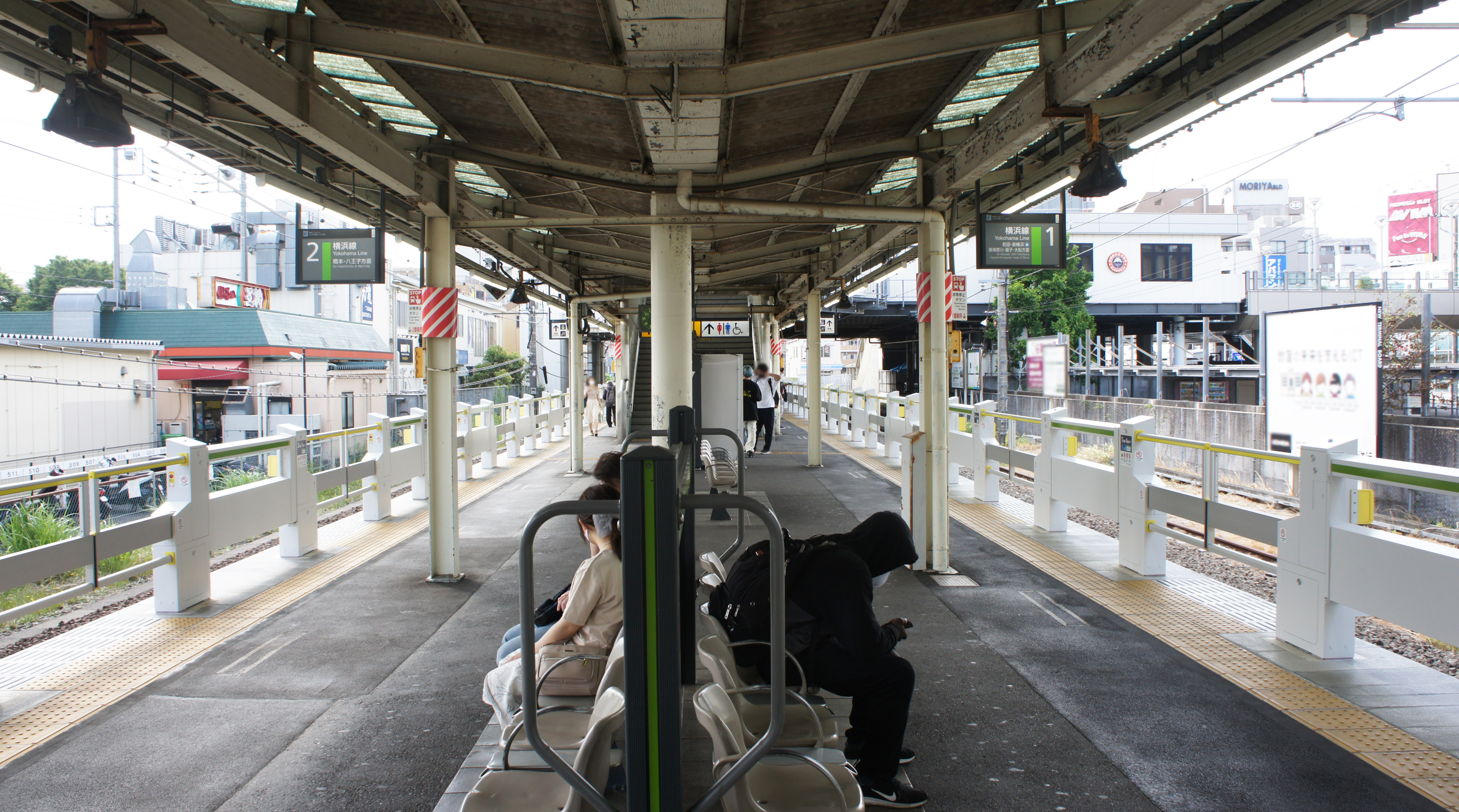
ホーム（2021年5月）

### 駅設備
- 改札階 - ホーム階　
階段2か所・エスカレーター2基・エレベーター1基
- 改札階 - 地上階
北口：エスカレーター2基・階段2か所・エレベーター1基
南口：エスカレーター2基・階段2か所（エスカレーターの両端に設置）・エレベーター1基

## 利用状況
2023年度（令和5年度）の1日平均乗車人員は34,569人である。横浜線の快速通過駅では最も利用客が多い。
1975年度（昭和50年度）以降の1日平均乗車人員は下表の通りである。
| 年度               | 1日平均 乗車人員 | 出典       |
| ------------------ | ---------------- | ---------- |
| 1975年（昭和50年） | 13,614           |            |
| 1980年（昭和55年） | 16,189           |            |
| 1985年（昭和60年） | 19,920           |            |
| 1989年（平成元年） | 26,272           |            |
| 1993年（平成05年） | 29,599           |            |
| 1995年（平成07年） | 29,754           | [ 統計 2 ] |
| 1998年（平成10年） | 29,397           |            |
| 1999年（平成11年） | 29,360           | [ * 1 ]    |
| 2000年（平成12年） | 29,354           | [ * 1 ]    |
| 2001年（平成13年） | 29,410           | [ * 2 ]    |
| 2002年（平成14年） | 29,945           | [ * 3 ]    |
| 2003年（平成15年） | 36,184           | [ * 4 ]    |
| 2004年（平成16年） | 35,876           | [ * 5 ]    |
| 2005年（平成17年） | 36,111           | [ * 6 ]    |
| 2006年（平成18年） | 36,746           | [ * 7 ]    |
| 2007年（平成19年） | 37,601           | [ * 8 ]    |
| 2008年（平成20年） | 38,577           | [ * 9 ]    |
| 2009年（平成21年） | 39,259           | [ * 10 ]   |
| 2010年（平成22年） | 39,800           | [ * 11 ]   |
| 2011年（平成23年） | 39,350           | [ * 12 ]   |
| 2012年（平成24年） | 40,435           | [ * 13 ]   |
| 2013年（平成25年） | 37,138           | [ * 14 ]   |
| 2014年（平成26年） | 36,798           | [ * 15 ]   |
| 2015年（平成27年） | 38,034           | [ * 16 ]   |
| 2016年（平成28年） | 38,268           | [ * 17 ]   |
| 2017年（平成29年） | 38,654           | [ * 18 ]   |
| 2018年（平成30年） | 38,923           |            |
| 2019年（令和元年） | 38,106           |            |
| 2020年（令和02年） | 24,529           |            |
| 2021年（令和03年） | 29,865           |            |
| 2022年（令和04年） | 32,751           |            |
| 2023年（令和05年） | 34,569           |            |

## 駅周辺
1908年（明治41年）の開業以来、駅舎は淵野辺の旧集落に近い北口側に設けられていた。当駅は淵野辺が所属する当時の高座郡大野村北部（1941年の合併により相模原町、1954年から相模原市）だけでなく、府県境を越えた東京府の南多摩郡忠生村（1958年の合併により町田市）への玄関口の機能も持った。また、鉄道から離れた上溝（現相模原市）や半原（現愛川町）への路線バスも発着し、付近の交通結節点の役割も負った。1930年代には陸軍の施設が周辺に相次いで進出し、それらを背景に駅前商店街が形成され戦後も賑わいを続けた。
一方、開業当時の南口側には畑が広がるのみで駅付近に目ぼしい集落は存在しなかったが、1940年代前半の相模原軍都計画による都市計画区域に組み込まれ、敗戦をはさんで県による区画整理事業が進められた。この計画では南口側に駅前広場が設定されていたが、実際に南口が開設されたのは当駅が橋上駅化された1974年（昭和49年）であった。そのため、南口側の市街化は1960年代までは緩慢であったが、東京・横浜のベッドタウン化の波が及んで以降急速な市街化が進行した。南口の開設とバスターミナルの整備により市内各地（相模大野、上溝、田名、相模原、橋本）や愛川・半原方面のバスの発着がこちらに移動し、多くの乗降客を集めるようになった。しかし、南口周辺の商店・飲食店は駅周辺に散在しており、北口のような駅前商店街の形成は見られない。
周辺には大学や高校が多く分布し、2001年（平成13年）には当駅を最寄り駅としている日大三高と桜美林高が揃って春の甲子園に出場したので、駅や商店街に横断幕やポスターが掲げられた。

### 北口

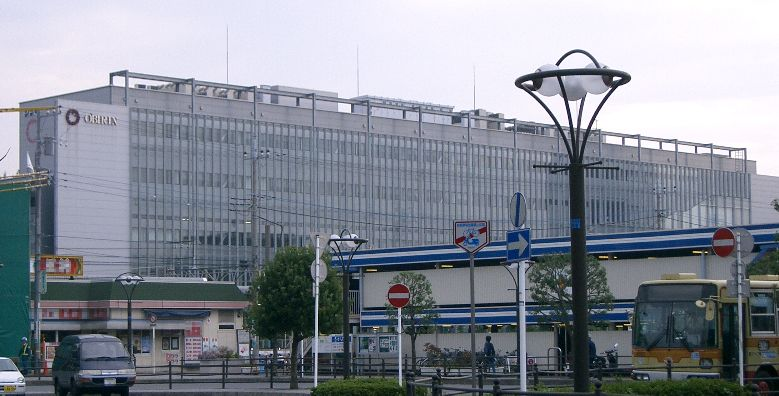
桜美林大学プラネット淵野辺キャンパス (PFC)

- 桜美林大学プラネット淵野辺キャンパス (PFC)
- 青山学院大学相模原キャンパス
- 横浜銀行渕野辺支店
- きらぼし銀行淵野辺支店
- 淵野辺郵便局
- ホテルリブマックス相模原（旧 相模原第一ホテル）
- 渕野辺総合病院
- エスポット淵野辺店

### 南口
南口から歩いて数分の所に、鹿沼公園と相模原市立図書館がある。
- 中央区大野北まちづくりセンター・大野北公民館
- 城南信用金庫淵野辺支店
- 淵野辺駅前郵便局
- 東横INN横浜線淵野辺駅南口
- 宇宙航空研究開発機構宇宙科学研究所相模原キャンパス
- 相模原市立博物館
- 和泉短期大学
- 淵野辺公園
- 国道16号
- ヤオコー相模原鹿沼台店[9]

## バス路線
北口と南口にバスロータリーがあり、神奈川中央交通・神奈中タクシーの路線バス（相模原市コミュニティバスを含む）が発着する。
| のりば       | 運行事業者     | 系統・行先                                                                                      |
| 淵野辺駅北口 | 淵野辺駅北口   | 淵野辺駅北口                                                                                    |
| ------------ | -------------- | ----------------------------------------------------------------------------------------------- |
| 1            | 神奈川中央交通 | - 淵25・淵67：日大三高 - 淵30：小山田桜台 - 淵65：神奈中多摩車庫 - 町17・町29：町田バスセンター |
| 2            | 神奈川中央交通 | - 淵21：小山田はなみずきの丘 - 淵22：古淵駅 - 淵23：野津田車庫 - 鶴37：鶴川駅                   |
| 2            | 神奈中タクシー | - 淵40：上矢部方面（相模原市大野北地区コミュニティバス「ピンくる号」）                          |
| －           | 神奈中タクシー | 淵40：矢部駅・相模野病院前方面（相模原市大野北地区コミュニティバス「ピンくる号」）              |
| 淵野辺駅南口 |                |                                                                                                 |
| 1            | 神奈川中央交通 | - 淵53：田名バスターミナル / 水郷田名 - 淵59：愛川バスセンター                                  |
| 2            | 神奈川中央交通 | - 淵34・淵35：上溝団地循環 - 淵36・淵37：青葉循環                                               |

## 隣の駅
東日本旅客鉄道（JR東日本）
 横浜線
■快速
通過
■各駅停車
古淵駅 (JH 24) - 淵野辺駅 (JH 25) - 矢部駅 (JH 26)
当駅と矢部駅との駅間距離は800mしかなく、これは横浜線では一番短い。

### 記事本文